# ユーロ・コミックス
ユーロ・コミックス(European comics)は、ヨーロッパで、またはヨーロッパ人により制作されたコミックスである。アメリカン・コミックスに対して用いられる。ヨーロッパでは、特にフランス・ベルギーのコミックスであるバンド・デシネの伝統が強い。
しかし、バンド・デシネといいながらも実際にはスペイン、オランダ、イタリアなど多国籍の制作陣が参加していることも多く、「フランスの」というよりは「ヨーロッパの」コミックスと表現したほうが適切である。また、バンド・デシネというフランス語は、普段フランス語に接する機会のない日本を初めとする国の人間にとっては耳慣れない単語で、聞いただけでは意味が分からないという問題もある。そのため、近年ではアメリカン・コミックスに対抗する意味合いも込めて、バンド・デシネを「ユーロ・コミックス」と呼ぶようになってきている。
英語圏では、グラフィック・ノベルとして位置付けられることもある。